# Рошел Ејтс
Рошел Ејтс (Харлем; 17. мај 1976) је америчка глумица и манекенка. Најпознатија је по улози Ејприл Малој у драмској серији Mistresses (2013–2016), као и по томе што је позајмила глас лику Рошел у критички хваљеној видео-игри Left 4 Dead 2 (2009). Ејтс је такође тумачила Перi „Пеблс“ Рид у аутобиографском филму о групи TLC под називом CrazySexyCool: The TLC Story, а играла је и у краткотрајним серијама Drive и The Forgotten (2009–2010), као и у серијама Злочиначки умови и Work It.
На филму се појавила у остварењима Беле рибе, Madea's Family Reunion и Смицалица ил’ посластица. Имала је и повремену улогу агенткиње Грир, бивше припаднице Централне обавештајне агенције, у телевизијској серији Хаваји 5-0. Од 2019. године тумачи лик Нишел Кармајкл у акционој серији S.W.A.T.

## Рани живот и образовање
Рошел Ејтс је рођена у Харлему, Њујорк. Похађала је средњу уметничку школу Фјорело Х. Лагвардија, након чега је стекла диплому уметника на Државни универзитет Њујорка у Пурчејсу. Каријеру је започела као манекенка, појављујући се у рекламама за компаније као што су McDonald's, L'Oréal, Coca-Cola и Mercedes-Benz.

## Каријера
На телевизији се први пут појавила 2003. године као хостеса у епизоди серије Секс и град, што је довело до малих улога у серијама Jonny Zero, House of Payne и Half & Half.
Деби на филму остварила је 2004. године у комедији Беле рибе, у улози Денис Портер. Позната је и по улози Лизе Бро у филму Madea's Family Reunion Тајлера Перија, у којем тумачи жену која се налази у насилној вези. Године 2006. глумила је Никол Џејмисон у пилот епизодама серије House of Payne. Такође је позајмила глас лику Рошел у видео-игри Left 4 Dead 2.
Године 2007. гостовала је у серији Боунс као Фелисија Саројан, сестра шефице лабораторије Кам. Играла је у независном хорор филму Смицалица ил’ посластица, а тумачила је и Ли Барнтаус у краткотрајној серији Drive. У серији Морнарички истражитељи појавила се као Тара Кол, а 2010. године глумила је у драми Dark Blue.
Од 2009. до 2010. била је редован члан глумачке екипе серије The Forgotten, у којој је тумачила детективку Грејс Расел, која сарађује са групом волонтера у решавању случајева несталих или неидентификованих жртава убистава. Од 2010. до 2011. појављивала се као тужитељка Алиса Вилијамс у серији Detroit 1-8-7, све до убиства њеног лика у епизоди Key to the City. У 2011. години гостовала је у три епизоде серије Очајне домаћице као Амбер Џејмс, бивша девојка Кита Вотсона. Наредне године играла је у краткотрајној хумористичној серији Work It.
Године 2012. добила је једну од главних улога у серији Mistresses, заједно са Алисом Милано, Јунџин Ким и Џес Макалан. Серија, која прати животе четири пријатељице и њихове сложене љубавне односе, премијерно је емитована 3. јуна 2013. године. Те исте године, Ејтс је тумачила Пери „Пеблс“ Рид у биографском филму CrazySexyCool: The TLC Story. Такође је почела да се појављује као др Савана Хејс, девојка специјалног агента Дерека Моргана, у серији Злочиначки умови. Када је Шемар Мур прешао у серију S.W.A.T., њен лик је уклоњен, али је Ејтс добила нову улогу, његове девојке Нишел Кармајкл, у S.W.A.T.. Од треће сезоне серије постала је редован члан глумачке екипе, а од шесте главни члан.
Године 2024. добила је улогу Мери Морстан, бивше супруге доктора Вотсона из Шерлок Холмс прича, у новој медицинско-мистериозној драми Вотсон.

## Филмографија

### Филмови
| Година | Назив                              | Улога            | Напомене          |
| ------ | ---------------------------------- | ---------------- | ----------------- |
| 1999   | A Hot Dog Program                  | купац            | Телевизијски филм |
| 2004   | Беле рибе                          | Денис Портер     | [ 16 ]            |
| 2006   | Madea's Family Reunion             | Лиса             | [ 17 ]            |
| 2006   | 13 Graves                          | Карен            | Телевизијски филм |
| 2007   | Смицалица ил’ посластица           | Марија           | [ 19 ]            |
| 2011   | The Inheritance                    | Лили             | [ 20 ]            |
| 2013   | CrazySexyCool: The TLC Story       | Пери „Пеблс“ Рид | Телевизијски филм |
| 2013   | Stupid Hype                        | Тина             | Телевизијски филм |
| 2015   | My Favorite Five                   | Хејли Колбурн    | [ 23 ]            |
| 2017   | Doomsday                           | Ел               | Телевизијски филм |
| 2020   | Magic Camp                         | Теова мама       | [ 25 ]            |
| 2020   | A Christmas Tree Grows in Colorado | Ерин             | Телевизијски филм |
| 2021   | Redemption in Cherry Springs       | Мелани Абрамс    | Телевизијски филм |
| 2021   | The Men in My Life                 | Тиш Хелмс        | [ 28 ]            |

### Телевизија
| Година     | Назив                       | Улога             | Напомене                                                              |
| ---------- | --------------------------- | ----------------- | --------------------------------------------------------------------- |
| 2003       | Секс и град                 | Хостеса           | Епизода: Great Sexpectations                                          |
| 2005       | Jonny Zero                  | Киша              | Епизода: I Did It All for the Nooky                                   |
| 2005       | My Wife and Kids            | Медицинска сестра | Епизода: The 'V' Story                                                |
| 2006       | Urgentni centar             | Тамара            | Епизода: Split Decisions                                              |
| 2006       | Место злочина: Њујорк       | Сиена             | Епизода: Stuck on You                                                 |
| 2006       | Half & Half                 | Јоланда           | Епизода: The Big Who You Gonna Call Episode                           |
| 2007       | Day Break                   | Жена у авиону     | Епизода: What If He's Free?                                           |
| 2007       | Las Vegas                   | Карли             | Епизода: When Life Gives You Lemon Bars                               |
| 2007       | Боунс                       | Фелисија Саројан  | Епизода: Intern in the Incinerator                                    |
| 2007       | Drive                       | Ли Бартнхаус      | Главна улога                                                          |
| 2008       | Dirt                        | Џазмин Форд       | 2 епизоде                                                             |
| 2008       | Shark                       | Карла Балантајн   | Епизода: Leaving Las Vegas                                            |
| 2009       | Морнарички истражитељи      | Тара Кол          | Епизода: Knockout                                                     |
| 2009–2010  | The Forgotten               | Грејс Расел       | Главна улога                                                          |
| 2010       | Dark Blue                   | Ева               | 2 епизоде                                                             |
| 2010–2011  | Detroit 1-8-7               | Алис Вилијамс     | 5 епизода                                                             |
| 2011       | Очајне домаћице             | Амбер Џејмс       | 3 епизоде                                                             |
| 2011       | Криминалци у оделима        | Изабел Вилсон     | Епизода: As You Were                                                  |
| 2012       | Work It                     | Ванеса Ворнер     | Главна улога                                                          |
| 2013–2016  | Злочиначки умови            | Савана Морган     | Понављајућа улога: сезонае 9–11                                       |
| 2013–2016  | Mistresses                  | Ејприл Малој      | Главна улога                                                          |
| 2017–2018  | Designated Survivor         | Сенаторка Каулинг | Понављајућа улога: 2. сезона                                          |
| 2018–2019  | Хаваји 5-0                  | Агент Грир        | Понављајућа улога: 9. сезона                                          |
| 2019       | Dolly Parton's Heartstrings | Скарлет           | Епизода: Cracker Jack                                                 |
| 2019       | The Purge                   | Мишел Мур         | Понављајућа улога: 2. сезона                                          |
| 2019–2024  | S.W.A.T.                    | Нишел Кармајкл    | Понављајућа улога: Сезоне 3–5 Главна улога: Сезоне 6–7 Гост: Сезона 8 |
| 2022       | Monarch                     | Макензи           | 2 епизоде                                                             |
| 2025–данас | Вотсон                      | др Мери Морстан   | Главна улога                                                          |

### Видео-игре
| Година | Назив           | Улога | Напомене |
| ------ | --------------- | ----- | -------- |
| 2009   | Left 4 Dead 2   | Рошел | [ 57 ]   |
| 2013   | Resident Evil 6 | Рошел | [ 58 ]   |